# Tutti in piazza a Capodanno
Tutti in piazza a Capodanno è stato un programma televisivo di intrattenimento che è andato in onda su Rai 1 dalle 22.30 del 31 dicembre 2000 all'una di notte del 1º gennaio 2001 (dalle 23.30 anche su Rai 2).
La trasmissione è prodotta da Rai 1, in collaborazione con Rai Quirinale, Rai Fiction e la Ballandi Entertainment.

## Trasmissione
Il programma era un mix di collegamenti da diverse città italiane. Le piazze coinvolte sono state sei: Verona, Roma, Milano, Napoli, Palermo e Bari.
La piazza principale dell'evento era quella di Verona. Da qui Milly Carlucci ha aperto i vari collegamenti e si sono esibiti Nek, Marina Rei e l'orchestra di Paolo Belli
Sempre a Verona, dal Villaggio Euro, una mostra-spettacolo itinerante nata per iniziativa del Ministero del Tesoro e dell'Unione Europea, Cristina Rinaldi e Cecilia Belli hanno presentato l'Euro, moneta unica europea che il 1º gennaio 2002 avrebbe preso il posto della Lira.
Da Piazza del Duomo, a Milano, Walter Santillo e Daniela Salento hanno presentato il concerto di Claudio Baglioni e Alex Britti.
Da Roma, Paola Saluzzi ha presentato il concerto dell'Orchestra e del coro del Teatro dell'Opera che, diretti dal maestro Gianluigi Gelmetti, hanno accompagnato il baritono Leo Nucci, il tenore Fabio Armiliato e il soprano Daniela Dessì in alcuni brani del repertorio verdiano.
A Palermo, nella zona intermodale del Porto, presentati da Alessandro Greco e Katia Noventa, si sono esibiti, con l'accompagnamento dell'orchestra di Stefano Palatresi, Lucio Dalla, Alexia, Max Gazzè. A Bari, nella Piazza della Prefettura, si sono esibiti Ron ed altri artisti.
A Napoli, da Piazza del Plebiscito, presentato da Gigi Marzullo e Elena Russo, si è esibito Edoardo Bennato.
Novità assoluta di quell'anno era la presenza di alcune telecamere fisse che hanno ripreso momenti della notte di Capodanno a Colico, in provincia di Lecco; nella Piazza Maggiore di Bologna, dove si è svolto il falò del vecchione; a Pescara.